# Unidade de fonte de alimentação (computador)

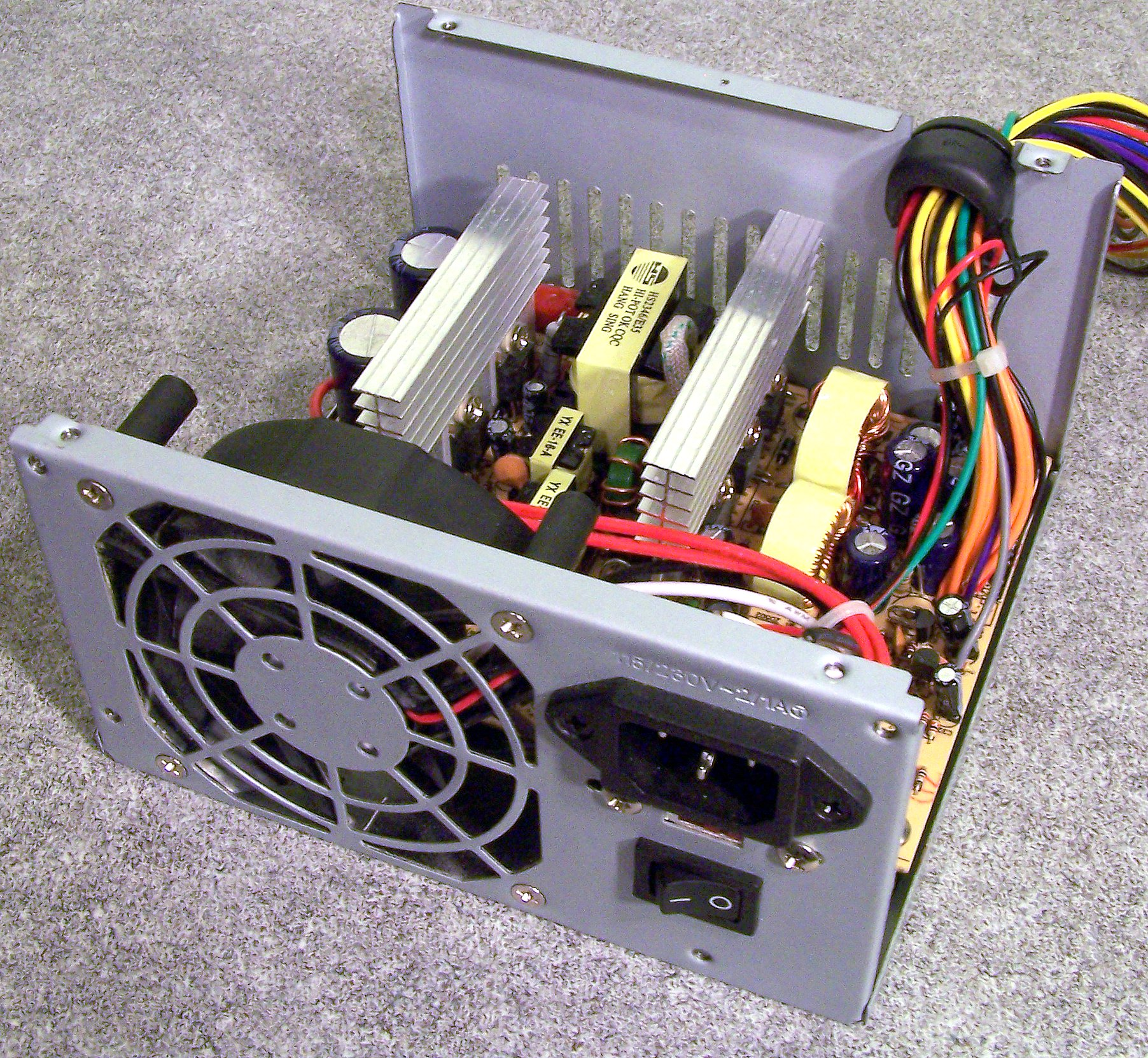
Uma fonte de alimentação ATX com a tampa superior removida

Uma unidade de fonte de alimentação (PSU) converte a rede elétrica CA em energia CC regulada de baixa tensão para os componentes internos de um computador. Os computadores pessoais modernos usam universalmente fontes de alimentação comutadas. Algumas fontes de alimentação possuem um interruptor manual para selecionar a tensão de entrada, enquanto outras se adaptam automaticamente à tensão da rede.

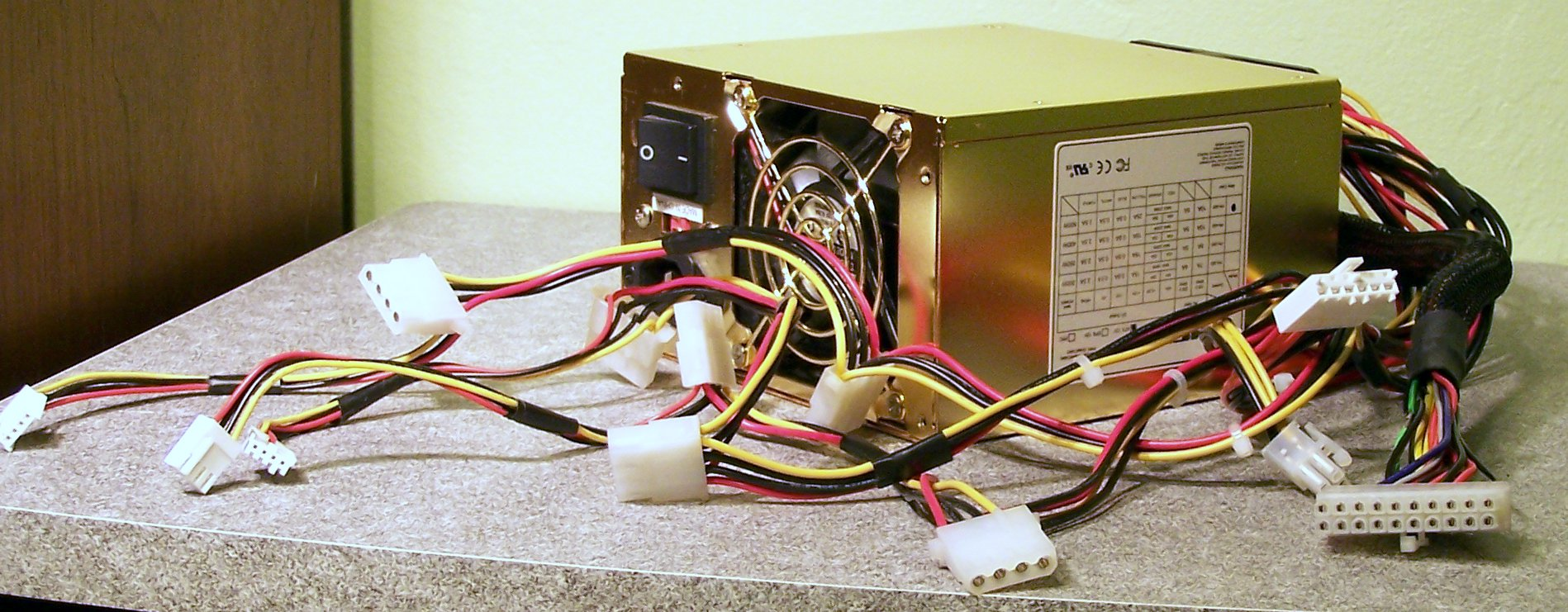
Vários conectores disponíveis a partir de uma PSU de computador

A maioria das fontes de alimentação de computadores pessoais modernos estão em conformidade com a especificação ATX, que inclui tolerâncias de fator de forma e tensão. Enquanto uma fonte de alimentação ATX está conectada à rede elétrica, ela sempre fornece uma alimentação de espera de 5 volts (5VSB) para que as funções de espera no computador e certos periféricos sejam alimentados. As fontes de alimentação ATX são ligadas e desligadas por um sinal da placa-mãe. Eles também fornecem um sinal para a placa-mãe para indicar quando as tensões CC estão dentro das especificações, para que o computador possa ser ligado e inicializado com segurança. O padrão ATX PSU mais recente é a versão 3.0 em meados de 2022.

### Conectores

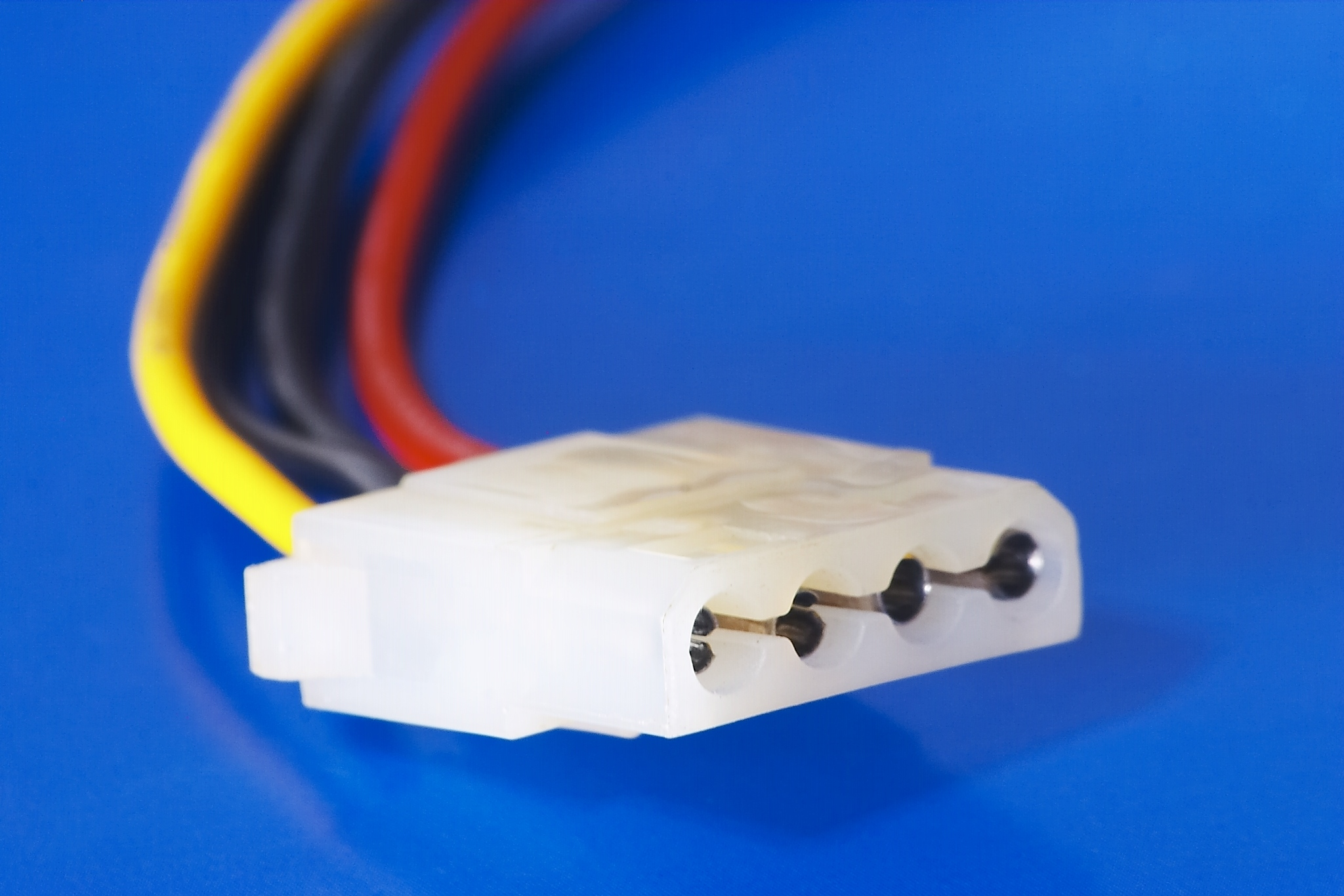
Conector de alimentação para periféricos de 4 pinos

## Funções
A fonte de alimentação do computador desktop converte a corrente alternada (AC) de uma tomada de parede de eletricidade em uma corrente contínua de baixa tensão (DC) para operar a placa-mãe, o processador e os dispositivos periféricos. Várias voltagens de corrente contínua são necessárias e devem ser reguladas com alguma precisão para fornecer uma operação estável do computador. Um trilho de fonte de alimentação ou trilho de tensão refere-se a uma única tensão fornecida por uma PSU.
Algumas PSUs também podem fornecer uma tensão de espera, para que a maior parte do sistema do computador possa ser desligada após a preparação para hibernação ou desligamento e religada por um evento. A alimentação em espera permite que um computador seja iniciado remotamente via wake-on-LAN e Wake-on-Ring ou localmente via Keyboard Power ON (KBPO) se a placa-mãe suportar. Esta tensão de espera pode ser gerada por uma pequena fonte de alimentação linear dentro da unidade ou uma fonte de alimentação comutada, compartilhando alguns componentes com a unidade principal para economizar custos e energia.

## História
As fontes de alimentação de microcomputadores e computadores domésticos de primeira geração usavam um transformador abaixador pesado e uma fonte de alimentação linear, como usado, por exemplo, no Commodore PET lançado em 1977. O Apple II, também lançado em 1977, era conhecido por sua fonte de alimentação comutada, que era mais leve e menor do que uma fonte de alimentação linear equivalente teria sido e que não tinha ventilador de refrigeração. A fonte comutada usa uma alta frequência com núcleo de ferrite transformador e transistores de potência que comutam milhares de vezes por segundo. Ao ajustar o tempo de comutação do transistor, a tensão de saída pode ser controlada de perto sem dissipar energia como calor em um regulador linear. O desenvolvimento de transistores de alta potência e alta tensão a preços econômicos tornou prático a introdução de fontes comutadas, que eram usadas na indústria aeroespacial, mainframes, minicomputadores e televisão em cores, em computadores pessoais de mesa. O design do Apple II pelo engenheiro da Atari, Rod Holt, recebeu uma patente, e estava na vanguarda do design moderno de fontes de alimentação para computadores. Agora, todos os computadores modernos usam fontes de alimentação comutadas, que são mais leves, menos dispendiosas e mais eficientes do que as fontes de alimentação lineares equivalentes.
As fontes de alimentação do computador podem ter proteção contra curto-circuito, proteção contra sobrecarga, proteção contra sobretensão, proteção contra subtensão, proteção contra sobrecorrente e proteção contra sobretemperatura.

### Interruptor de tensão de entrada
Fontes de alimentação projetadas para uso mundial já foram equipadas com uma chave seletora de tensão de entrada que permitia ao usuário configurar a unidade para uso na rede elétrica local. Na faixa de tensão mais baixa, em torno de 115 V, esta chave é ligada mudando o retificador de tensão da rede elétrica para um dobrador de tensão no projeto do circuito delon. Como resultado, o grande capacitor do filtro primário atrás desse retificador foi dividido em dois capacitores ligados em série, balanceados com resistores de sangria e varistores que eram necessários na faixa de tensão de entrada superior, em torno de 230 V. Conectando a unidade configurada para a faixa inferior a uma rede de alta tensão geralmente resultava em um dano permanente imediato. Quando a correção do fator de potência (PFC), esses capacitores de filtro foram substituídos por outros de maior capacidade, juntamente com uma bobina instalada em série para retardar a corrente de inrush. Este é o design simples de um PFC passivo.
O PFC ativo é mais complexo e pode atingir um PF mais alto, até 99%. Os primeiros circuitos PFC ativos apenas atrasaram o inrush. Os mais novos estão trabalhando como um conversor step-up controlado por condições de entrada e saída, fornecendo um único capacitor de filtro de 400 V de uma fonte de entrada de ampla faixa, geralmente entre 80 e 240 V. Os circuitos PFC mais recentes também substituem a corrente de inrush baseada em NTC limitador, que é uma peça cara anteriormente localizada ao lado do fusível.

## Desenvolvimento

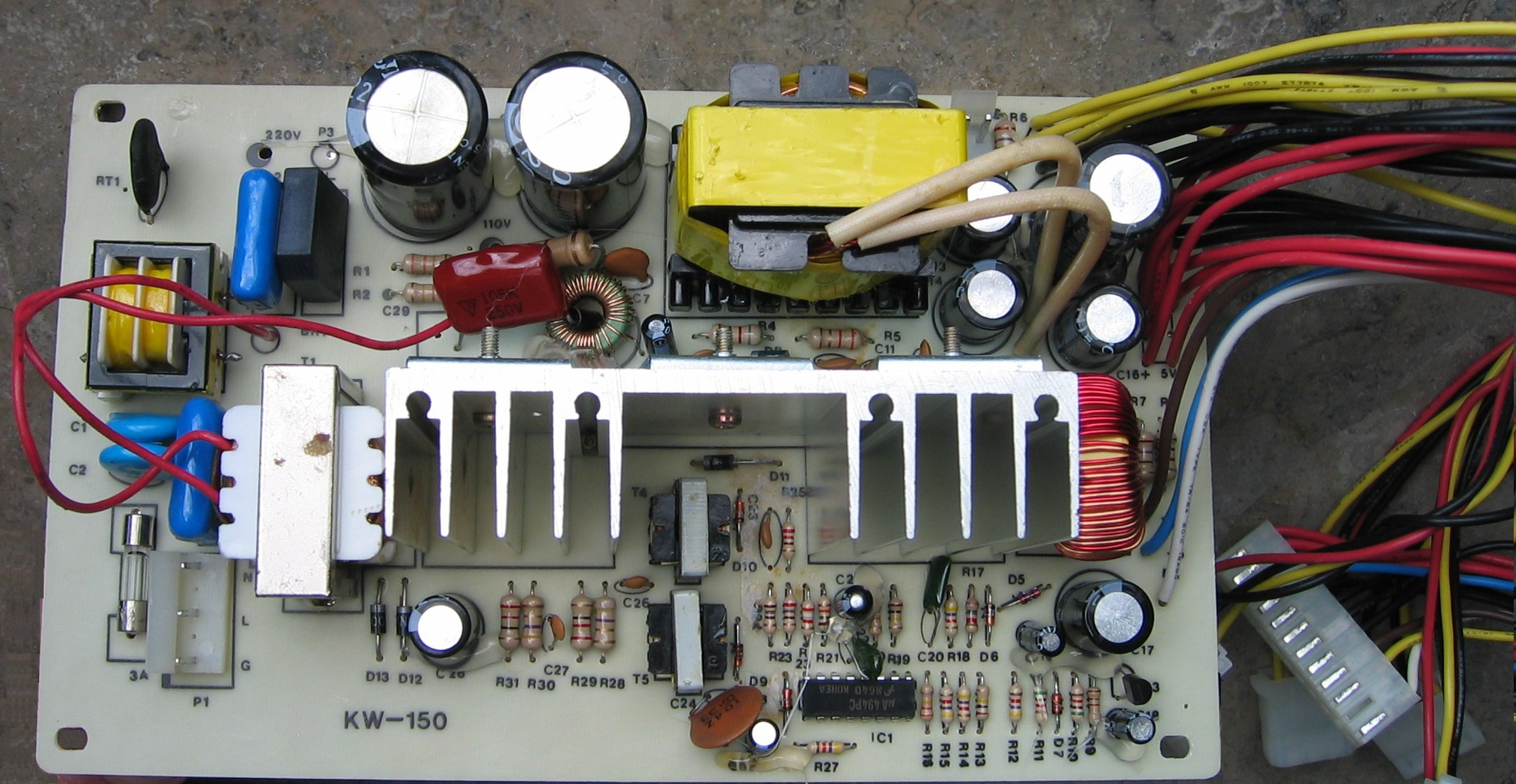
PCB de uma fonte de alimentação de um clone do IBM XT

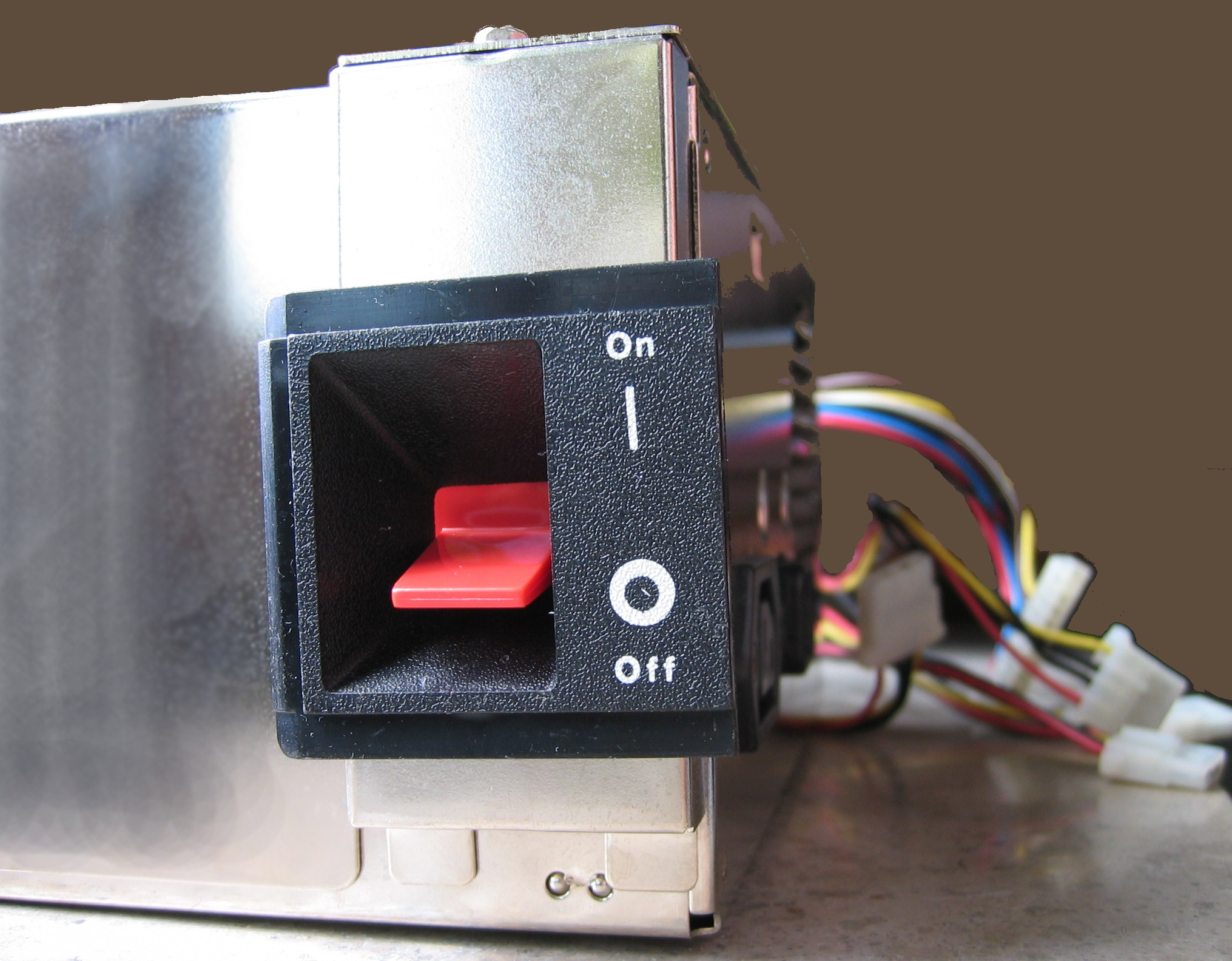
Um interruptor de alimentação XT PSU típico, que é parte integrante da PSU.

### Padrão IBM PC, XT e AT original
A primeira fonte de alimentação (PSU) IBM PC fornecia duas tensões principais: +5 V e +12 V. Fornecia duas outras tensões, −5 V e −12 V, mas com quantidades limitadas de energia. A maioria dos microchips da época operava com alimentação de 5 V. Dos 63,5 W que essas PSUs podiam fornecer, a maior parte estava nesse trilho de +5 V. A alimentação de +12 V foi usada principalmente para operar motores como em drives de disco e ventiladores de refrigeração. À medida que mais periféricos eram adicionados, mais energia era fornecida no barramento de 12 V. No entanto, como a maior parte da energia é consumida pelos chips, o barramento de 5 V ainda fornece a maior parte da energia. O trilho de -12 V foi usado principalmente para fornecer a tensão de alimentação negativa para as portas seriais RS-232. Um trilho de -5 V foi fornecido para periféricos no barramento ISA (como placas de som), mas não foi usado por nenhuma placa-mãe diferente da placa-mãe original do IBM PC.
Um fio adicional conhecido como 'Power Good' é usado para evitar a operação do circuito digital durante os milissegundos iniciais de ativação da fonte de alimentação, onde as tensões e correntes de saída estão aumentando, mas ainda não são suficientes ou estáveis para a operação adequada do dispositivo. Assim que a potência de saída estiver pronta para uso, o sinal Power Good informa ao circuito digital que ele pode começar a operar.
As fontes de alimentação originais da IBM para PC (modelo 5150), XT e AT incluíam um interruptor de alimentação de tensão de linha que se estendia pela lateral do gabinete do computador. Em uma variante comum encontrada em gabinetes de torre, a chave de tensão de linha foi conectada à fonte de alimentação com um cabo curto, permitindo que ela fosse montada separada da fonte de alimentação.

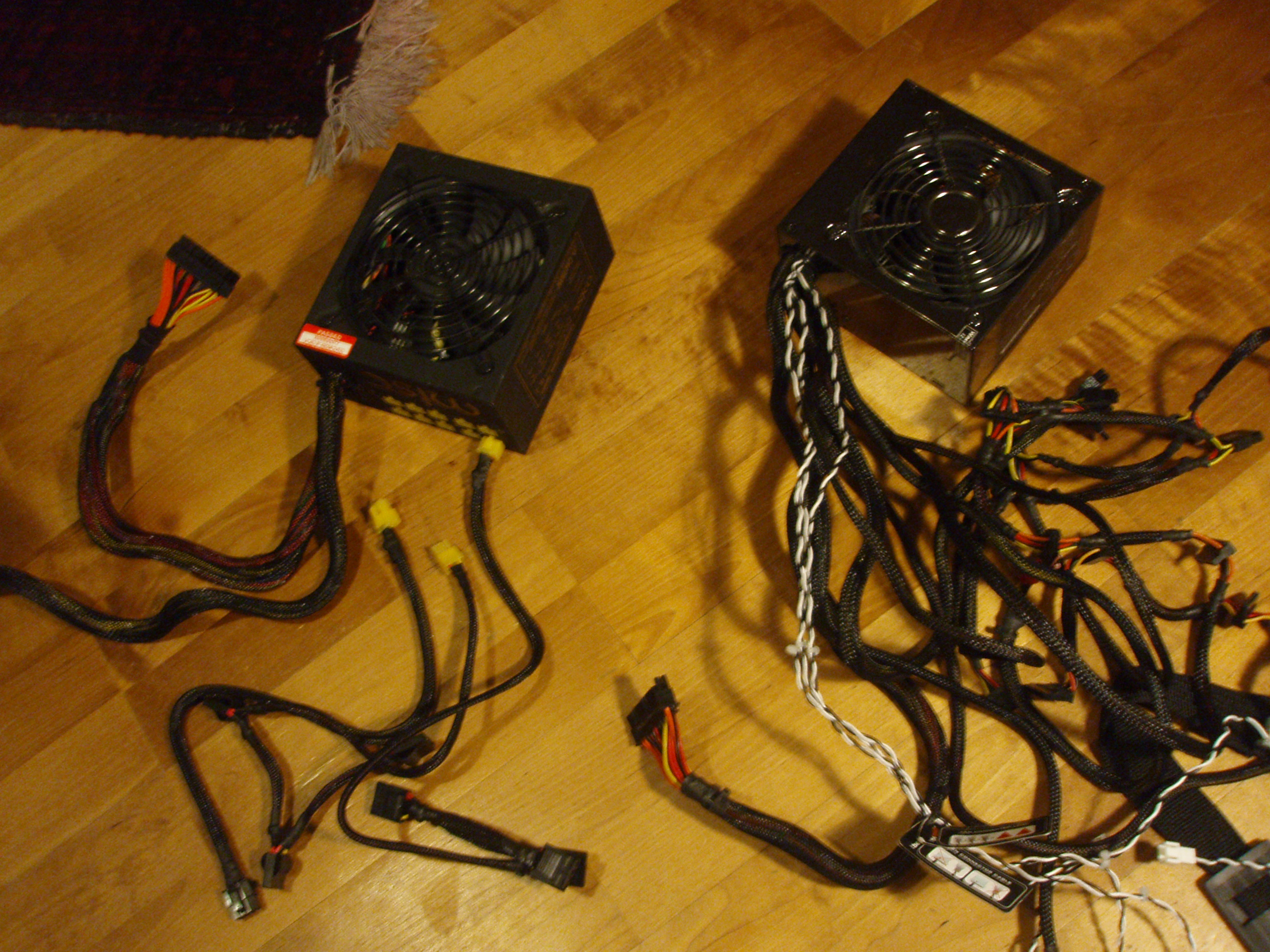
Uma fonte de alimentação semi modular à esquerda e uma fonte de alimentação não modular à direita

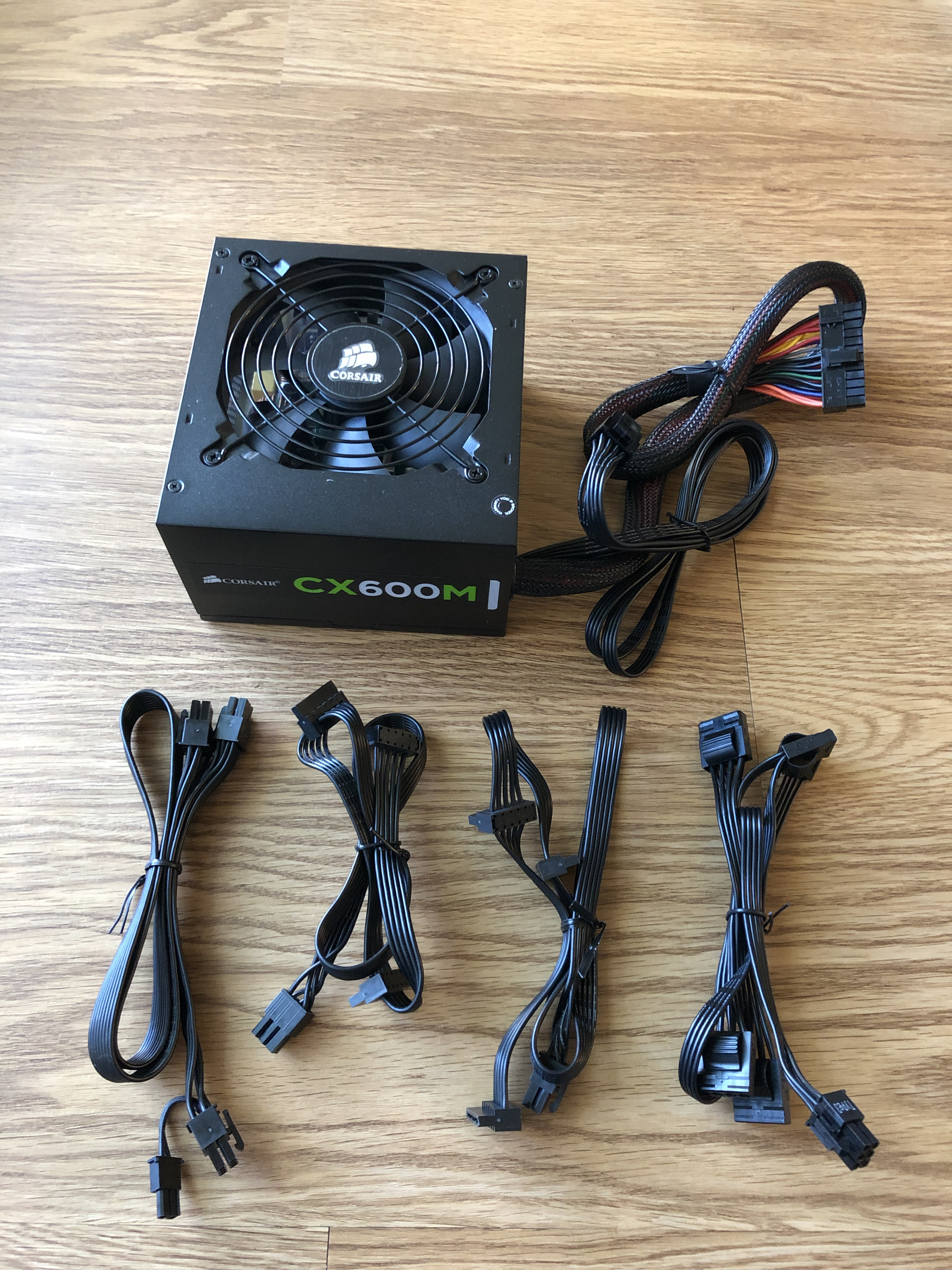
Outro exemplo e fonte de alimentação semi modular, onde nota-se na parte superior a própria fonte com alguns cabos saindo dela, e mais abaixo os adicionais que podem ser conectados para uso, sendo eles:
1 Cabo de alimentação PCI Expres 6+2
2 Cabos de alimentação Sata
E 1 cabo de alimentação Molex

Uma fonte de alimentação de microcomputador inicial estava totalmente ligada ou desligada, controlada pelo interruptor mecânico de tensão de linha, e os modos ociosos de baixo consumo de energia não eram uma consideração de projeto das primeiras fontes de alimentação do computador. Essas fontes de alimentação geralmente não eram capazes de modos de economia de energia, como standby ou "soft off", ou controles de energia de ativação programados.
Devido ao design sempre ligado, no caso de um curto-circuito, um fusível queimaria ou uma fonte comutada cortaria repetidamente a energia, esperaria um breve período de tempo e tentaria reiniciar. Para algumas fontes de alimentação, a reinicialização repetida é audível como um chiado ou tique-taque rápido e silencioso emitido pelo dispositivo.

## Outros fatores de forma

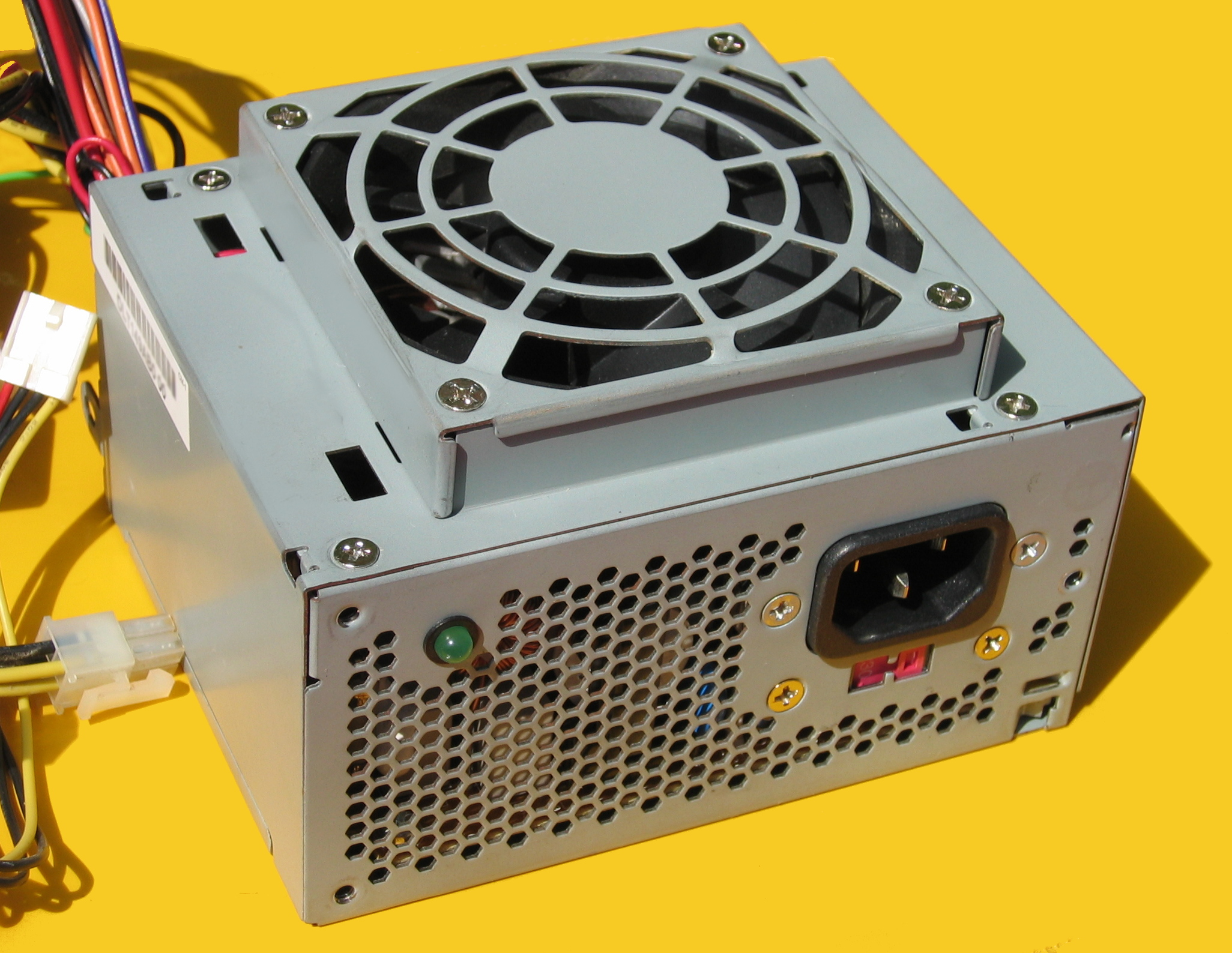
Uma fonte de alimentação de fator de forma SFX
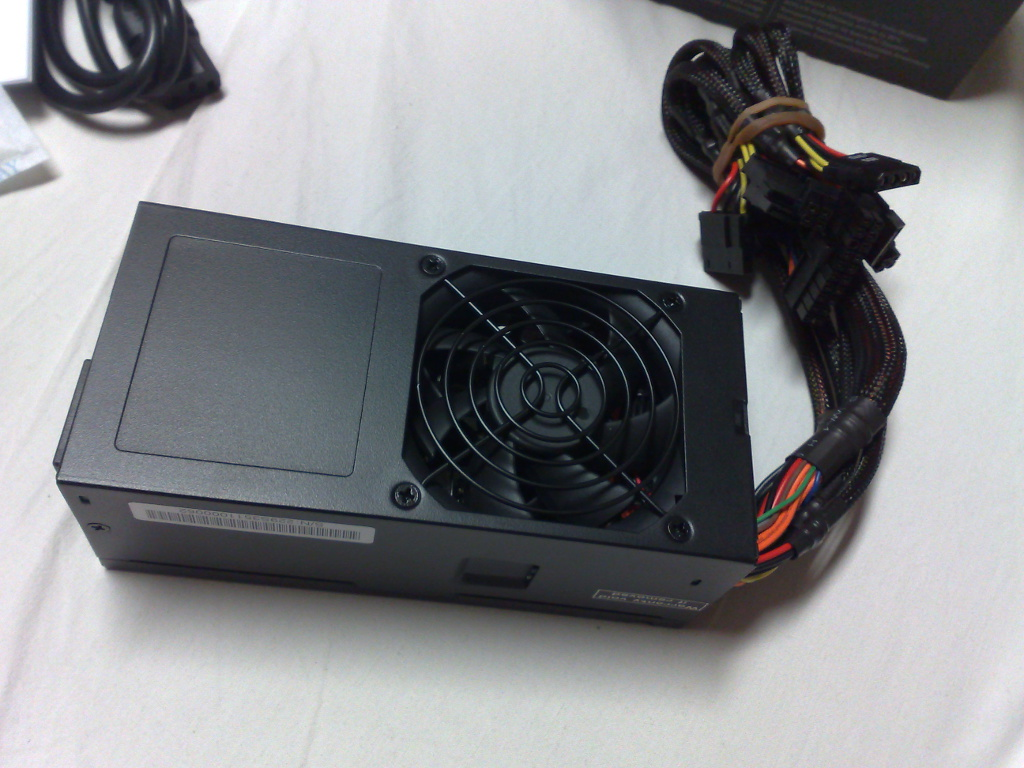
Uma fonte de alimentação de fator de forma TFX
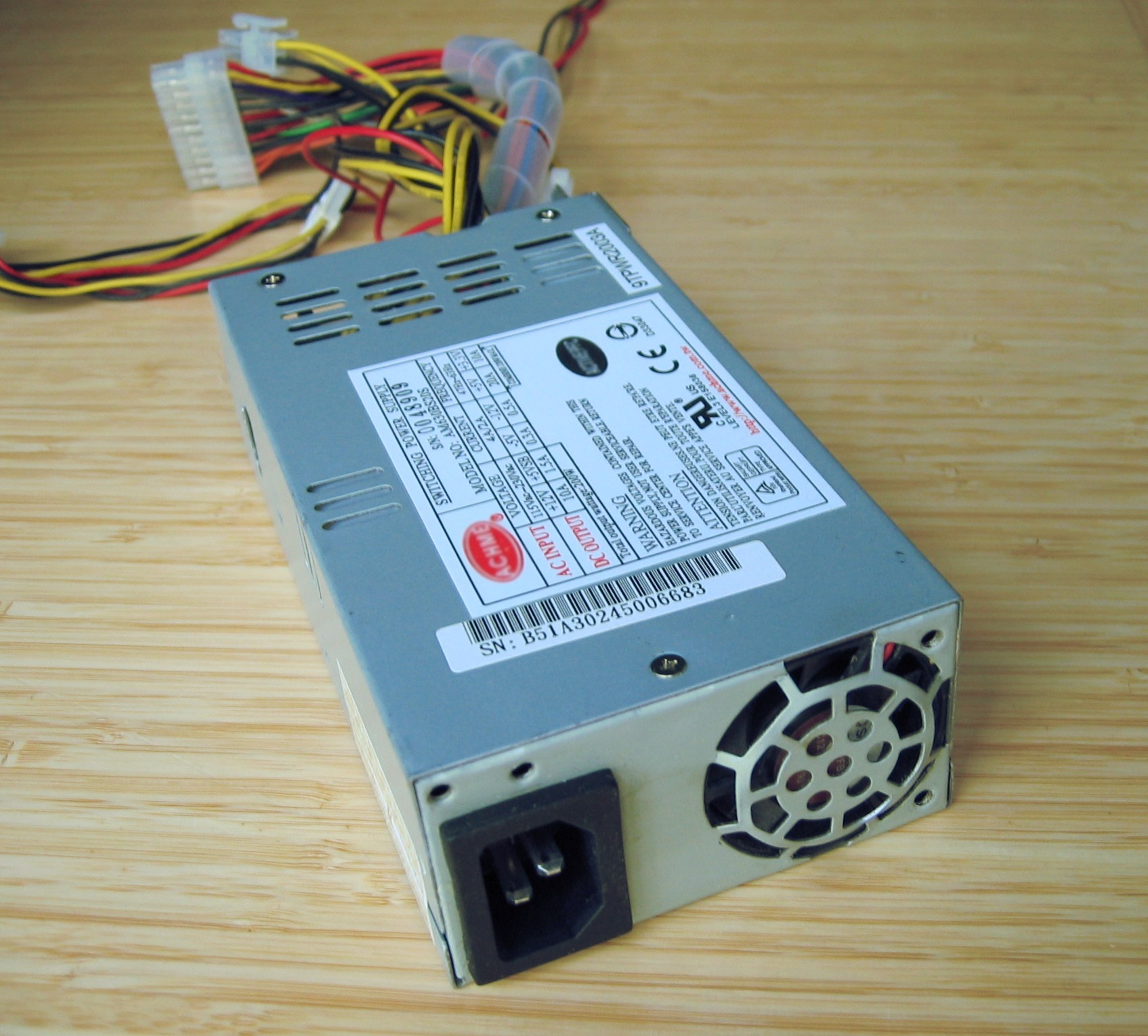
Uma fonte de alimentação de fator de forma FlexATX
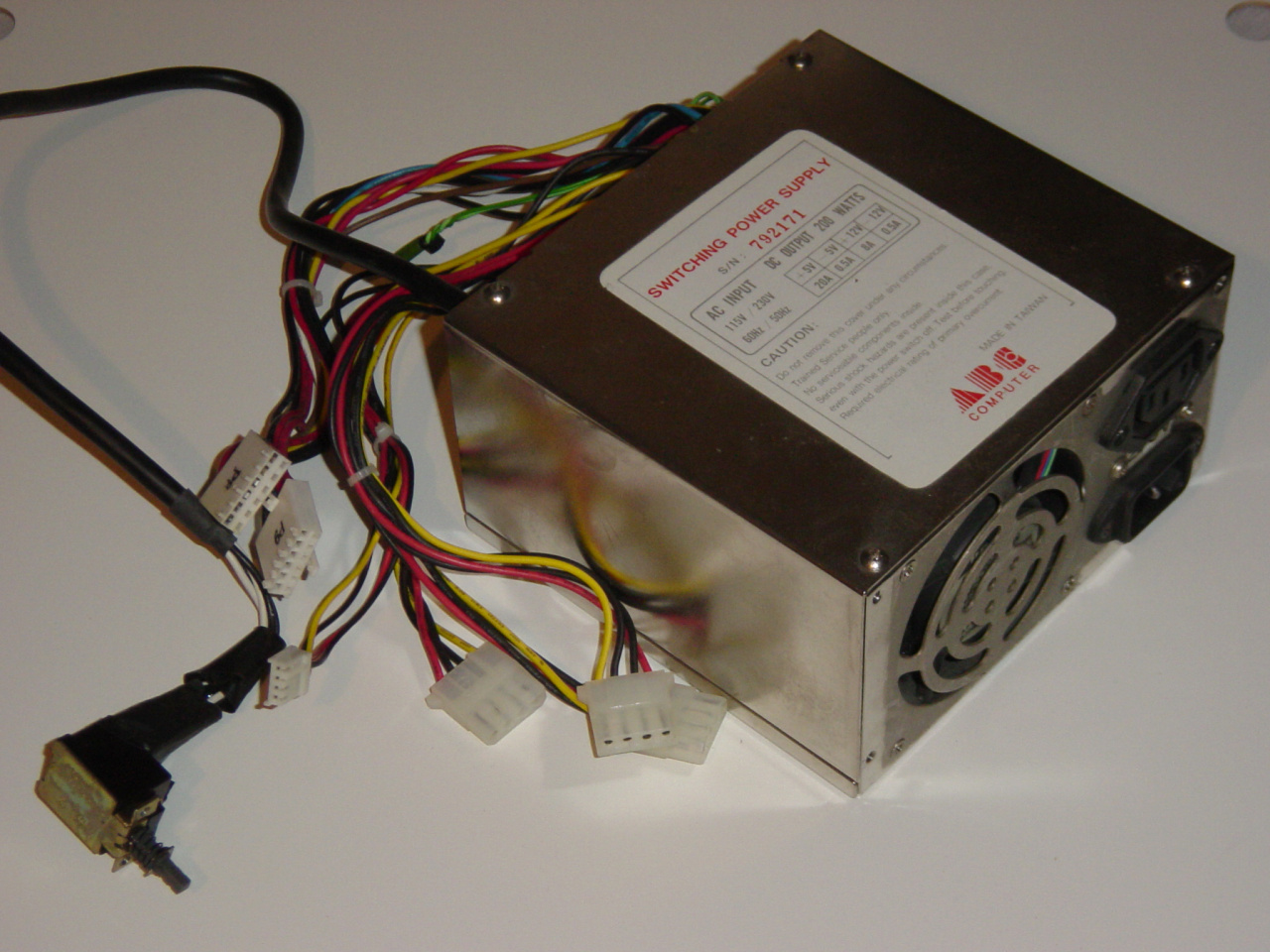
Um AT PSU usado anteriormente, mecanicamente do mesmo tamanho que os PSUs ATX
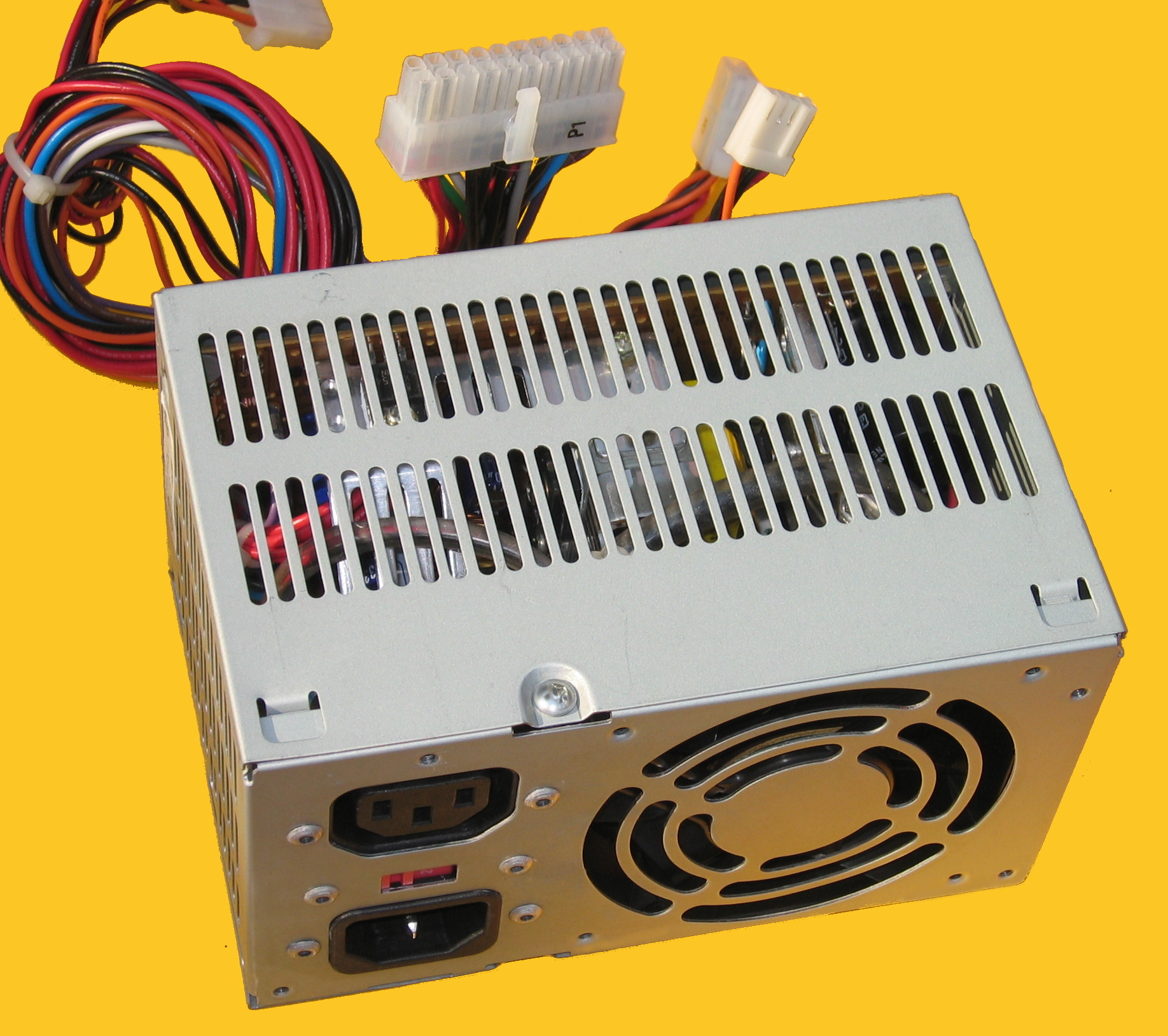
Fonte de alimentação PS3, menor que ATX, apenas, 300 W no máximo (não confundir com o PlayStation 3)
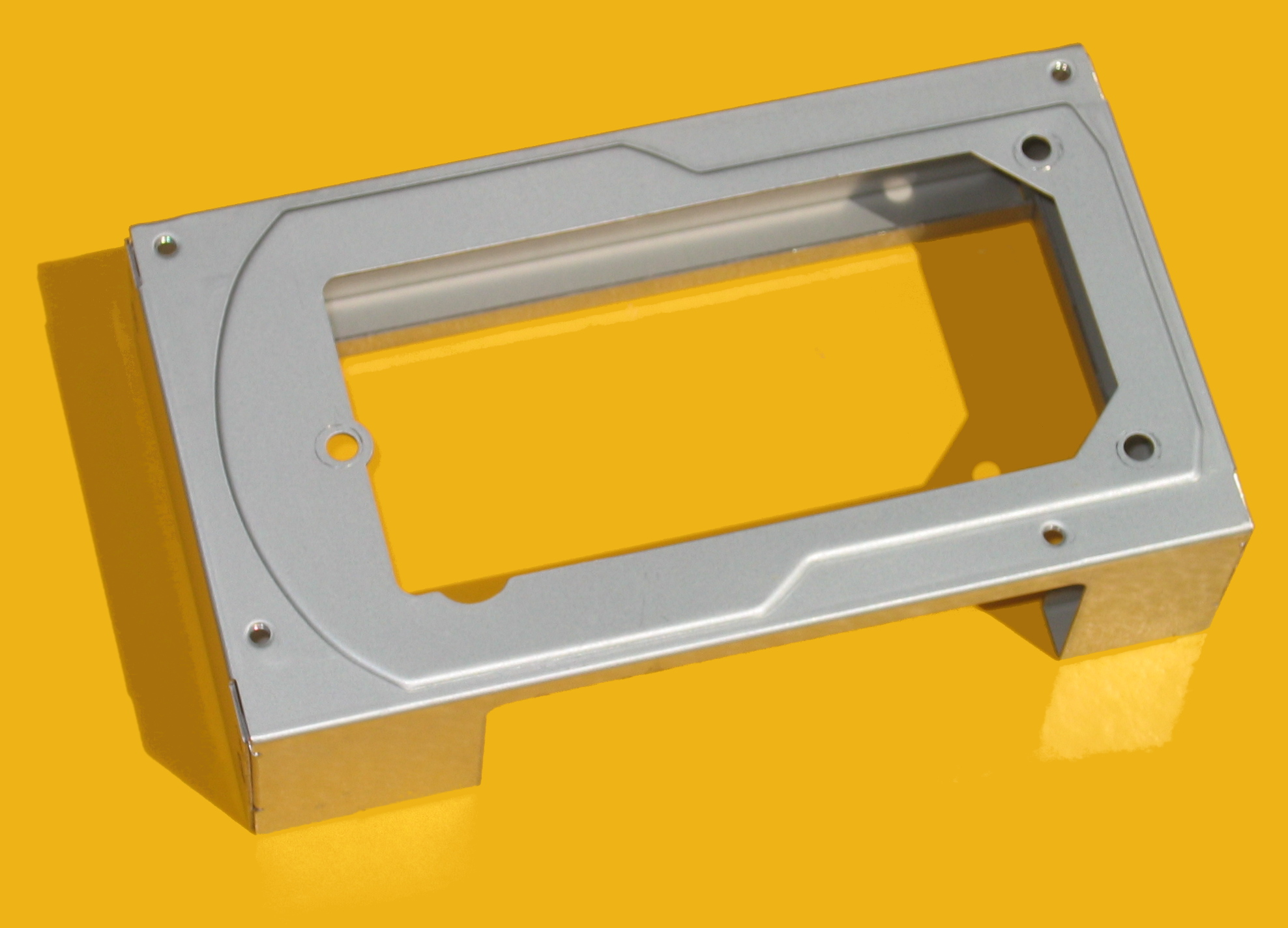
Um adaptador que permite que uma PSU SFX substitua uma PSU ATX ou PS3

## Diagramas de fiação

Pinagem dos conectores de alimentação da placa-mãe ATX 2.x, 24 pinos (superior) e quatro pinos "P4" (inferior), conforme visto no lado correspondente dos plugues

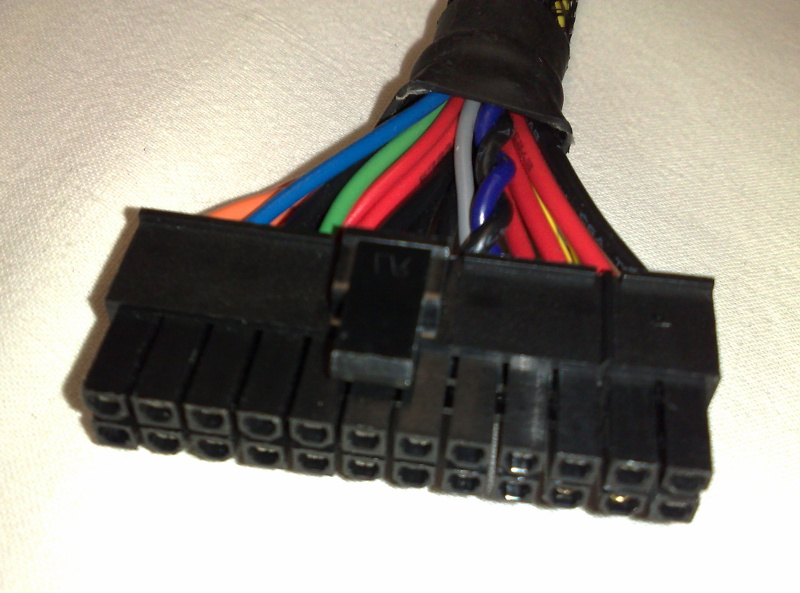
Plugue de alimentação da placa-mãe ATX de 24 pinos; os pinos 11, 12, 23 e 24 formam um plugue de quatro pinos separado destacável, tornando-o compatível com receptáculos ATX de 20 pinos

## Teste

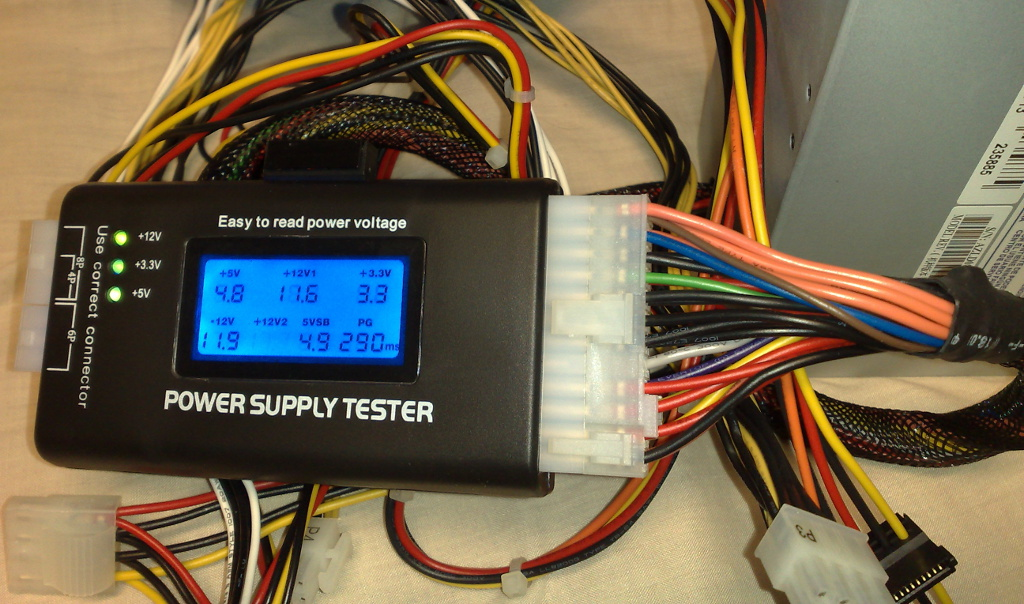
Testador ATX PSU com um LCD
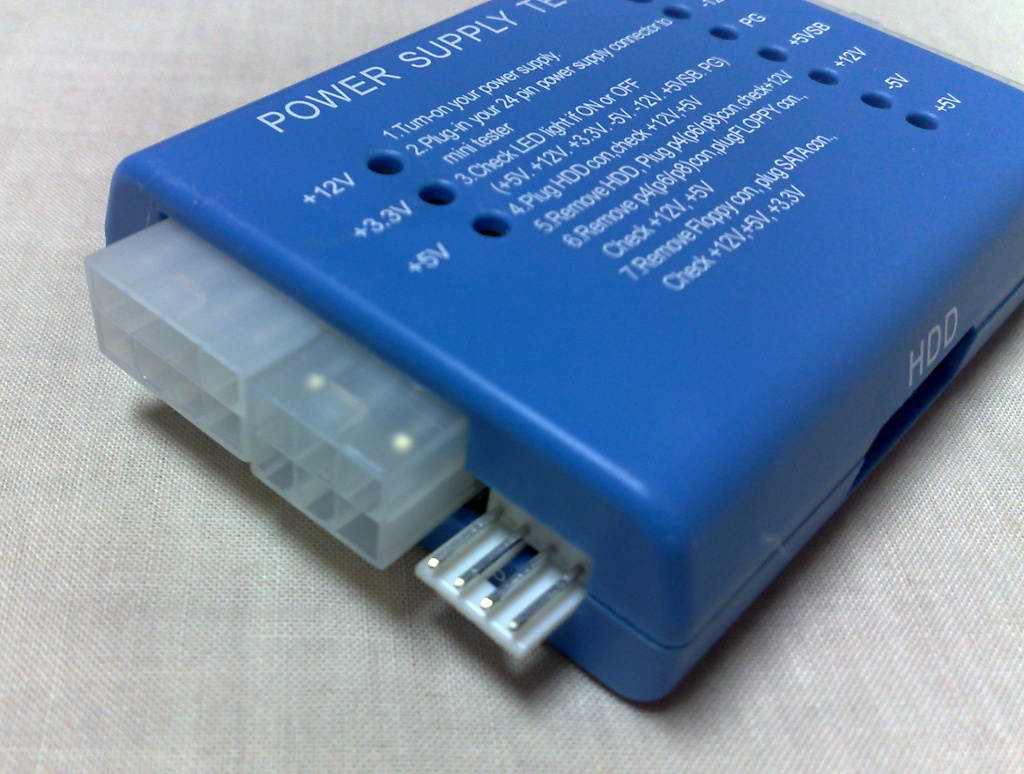
Testador ATX PSU com indicadores LED
Os testes de ondulação são realizados com uma carga externa e equipamento de monitoramento

### Padrão ATX

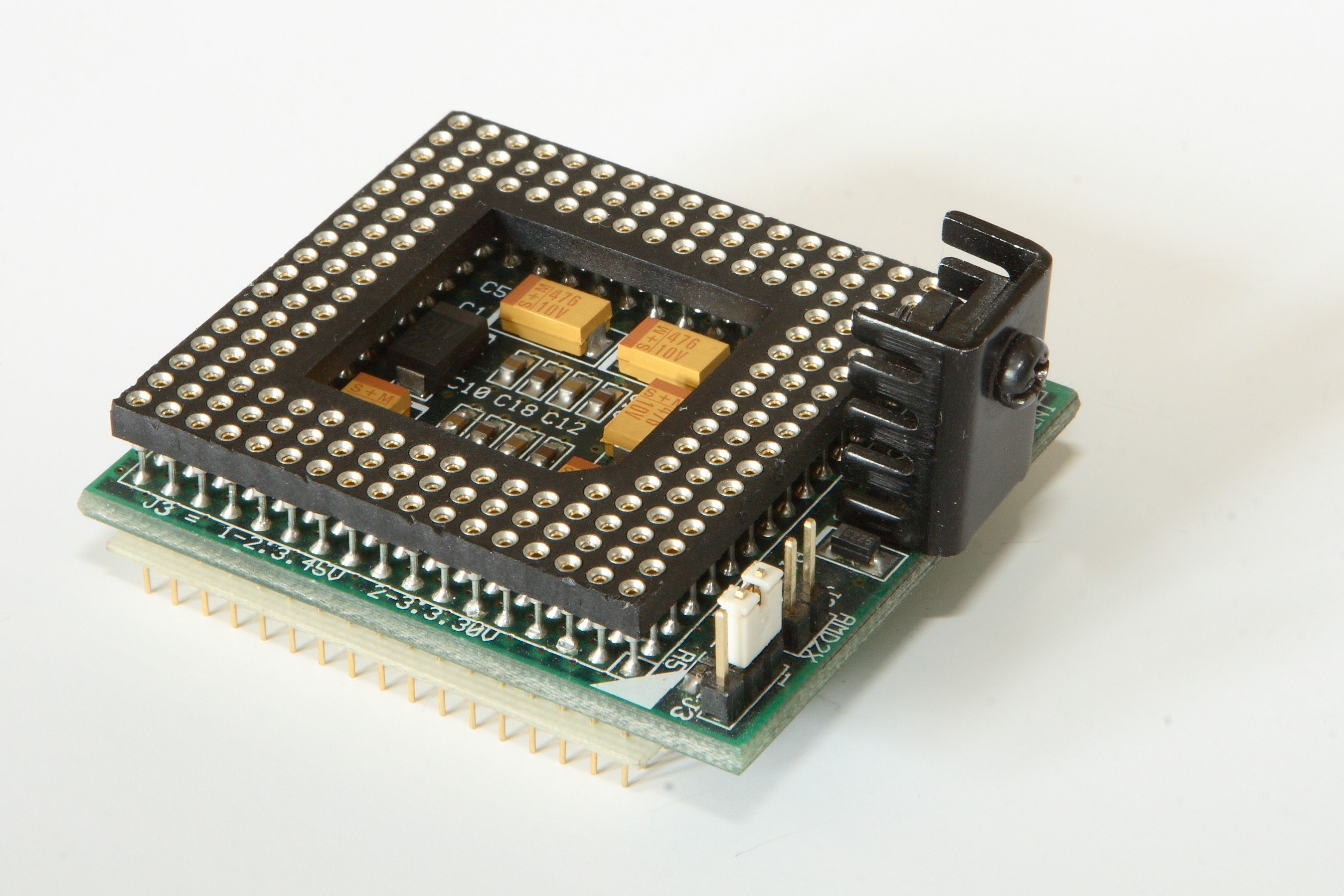
Conversor de tensão para processadores 80486DX4 (5 V a 3,3 V). Observe o dissipador de calor no regulador linear, necessário para dissipar a energia desperdiçada.

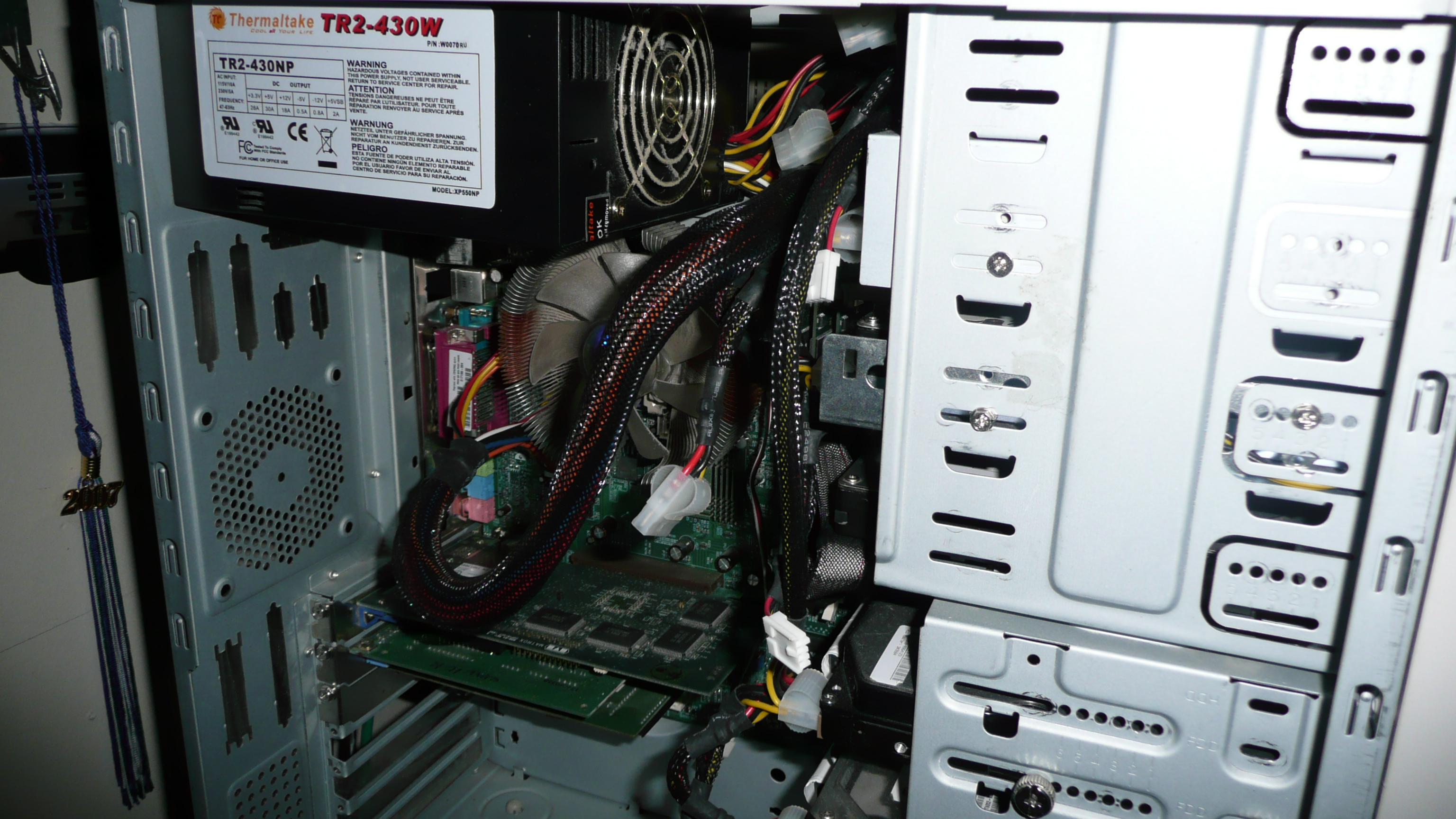
Uma instalação típica de uma fonte de alimentação de computador de fator de forma ATX

Quando a Intel desenvolveu o conector de fonte de alimentação padrão ATX (publicado em 1995), os microchips operando em 3,3 V estavam se tornando mais populares, começando com o microprocessador Intel 80486DX4 em 1994, e o padrão [ATX fornece três trilhos positivos: +3,3 V, +5 V , e +12 V. Os computadores anteriores que exigiam 3,3 V normalmente derivavam de um regulador linear simples, mas ineficiente, conectado ao barramento de +5 V.
O conector ATX fornece vários fios e conexões de alimentação para a alimentação de 3,3 V, pois é mais sensível à queda de tensão nas conexões de alimentação. Outra adição ATX foi o trilho SB (standby) de +5 V para fornecer uma pequena quantidade de energia em espera, mesmo quando o computador estava nominalmente "desligado".
Existem duas diferenças básicas entre as fontes de alimentação AT e ATX: os conectores que fornecem energia à placa-mãe e o softswitch. Em sistemas do tipo ATX, o interruptor de alimentação do painel frontal fornece apenas um sinal de controle para a fonte de alimentação e não comuta a tensão CA da rede. Esse controle de baixa tensão permite que outro hardware ou software de computador ligue e desligue o sistema.
Como as fontes de alimentação ATX compartilham a mesma largura e altura (150 × 86 mm (5,9 × 3,4 pol)) e o mesmo layout de montagem (quatro parafusos dispostos na parte traseira da unidade), com o formato anterior, não há grande diferença física impedindo que um gabinete AT aceite uma PSU ATX (ou vice-versa, se o gabinete puder hospedar o interruptor de alimentação necessário para um PSU AT), desde que o PSU específico não seja muito longo para o gabinete específico.

#### Padrão ATX12V
À medida que os transistores se tornam menores nos chips, torna-se preferível operá-los em tensões de alimentação mais baixas, e a tensão de alimentação mais baixa é frequentemente desejada pelo chip mais denso, a unidade central de processamento. Para fornecer grandes quantidades de energia de baixa tensão ao Pentium e aos microprocessadores subsequentes, uma fonte de alimentação especial, o módulo regulador de tensão começou a ser incluído nas placas-mãe. Os processadores mais novos requerem até 100 A a 2 V ou menos, o que é impraticável para fornecer de fontes de alimentação off-board.
Inicialmente, isso era fornecido pela fonte principal de +5 V, mas à medida que as demandas de energia aumentavam, as altas correntes necessárias para fornecer energia suficiente se tornaram problemáticas. Para reduzir as perdas de energia na fonte de 5 V, com a introdução do microprocessador Pentium 4, a Intel mudou a fonte de alimentação do processador para operar em +12 V e adicionou o conector P4 de quatro pinos separado ao novo padrão ATX12V 1.0 para fornecer esse poder.
As modernas unidades de processamento gráfico de alta potência fazem a mesma coisa, resultando na maior parte da necessidade de energia de um computador pessoal moderno no trilho de +12 V. Quando as GPUs de alta potência foram introduzidas pela primeira vez, as fontes de alimentação ATX típicas eram "pesadas em 5 V" e só podiam fornecer 50 a 60% de sua saída na forma de energia de 12 V. Assim, os fabricantes de GPUs, para garantir 200–250 W de potência de 12 V (pico de carga, CPU+GPU), recomendam fontes de alimentação de 500–600 W ou superiores. Fontes de alimentação ATX mais modernas podem fornecer quase toda (normalmente 80–90%) de sua capacidade nominal total na forma de alimentação de +12 V.
Devido a essa alteração, é importante considerar a capacidade de alimentação de +12 V, em vez da capacidade geral de alimentação, ao usar uma fonte de alimentação ATX mais antiga com um computador mais recente.
Os fabricantes de fontes de alimentação de baixa qualidade às vezes tiram proveito dessa especificação excessiva atribuindo classificações de fonte de alimentação excessivamente altas, sabendo que muito poucos clientes entendem completamente as classificações de fonte de alimentação.

#### Trilhos de +3,3 V e +5 V
Fontes de tensão de trilho de +3,3 V e +5 V raramente são um fator limitante; geralmente, qualquer fonte com uma classificação de +12 V suficiente terá capacidade adequada em tensões mais baixas. No entanto, a maioria dos discos rígidos ou placas PCI criarão uma carga maior no trilho de +5 V.
CPUs mais antigas e dispositivos lógicos na placa-mãe foram projetados para tensão de operação de 5 V. As fontes de alimentação para esses computadores regulam a saída de 5 V com precisão e fornecem o trilho de 12 V em uma janela de tensão especificada, dependendo da taxa de carga de ambos os trilhos. A alimentação de +12 V foi usada para motores de ventiladores de computador, motores de drives de disco e interfaces seriais (que também usavam a alimentação de -12 V). Um outro uso dos 12 V veio cm as placas de som, usando amplificadores de potência de áudio com chip linear, às vezes filtrado por um regulador linear de 9 V na placa para cortar o ruído dos motores.
Como certas variantes do 80386, as CPUs usam tensões operacionais mais baixas, como 3,3 ou 3,45 V. As placas-mãe tinham reguladores de tensão lineares, fornecidos pelo barramento de 5 V. Jumpers ou dip switches ajustam as tensões de saída de acordo com a especificação da CPU instalada. Quando as CPUs mais novas exigiam correntes mais altas, os reguladores de tensão do modo de comutação, como os conversores buck, substituíram os reguladores lineares por eficiência.
Desde a primeira revisão do padrão ATX, as PSUs precisavam ter um trilho de tensão de saída de 3,3 V. Raramente, um regulador linear gerava esses 3,3 V, alimentados a partir dos 5 V e convertendo o produto da queda de tensão e da corrente em calor. No projeto mais comum, essa tensão é gerada deslocando e transformando os pulsos do barramento de 5 V em um indutor adicional, fazendo com que a tensão suba atrasada e retificada separadamente em um barramento dedicado de 3,3 V e obtendo o corte de tensão ociosa crescente por um dispositivo tipo TL431, que se comporta de forma semelhante a um diodo Zener. Reguladores posteriores gerenciaram todos os trilhos de 3,3, 5 e 12 V. Cortando o pulso pelo regulador de tensão, a relação de 3,3 e 5 V é controlada. Algumas dessas PSUs utilizam duas bobinas diferentes, alimentando o barramento de 3,3 V do transformador para gerenciar cargas variáveis por pulso com relação entre as saídas de 3,3 e 5 V. Em projetos que usam bobinas idênticas, a largura de pulso gerencia a relação.
Com o Pentium 4 e as gerações de computadores mais recentes, a tensão para os núcleos da CPU ficou abaixo de 2 V. A queda de tensão nos conectores forçou os projetistas a colocar esses conversores buck próximos ao dispositivo. O consumo máximo de energia mais alto exigiu que os conversores buck não fossem mais alimentados a partir de 5 V e alterados para uma entrada de 12 V, para diminuir a corrente necessária da fonte de alimentação.
Nos acionamentos, um pequeno regulador de tensão linear é instalado para manter o +3,3 V estável, alimentando-o do barramento de +5 V.

#### Especificação da fonte de alimentação de nível básico
A especificação de fonte de alimentação de nível básico (EPS) é uma unidade de fonte de alimentação destinada a computadores de alto consumo de energia e servidores de nível básico. Desenvolvido pelo fórum Server System Infrastructure (SSI), um grupo de empresas que inclui Intel, Dell, Hewlett-Packard e outras, que trabalha em padrões de servidor, o formato EPS é um derivado do formato ATX. A especificação mais recente é v2.93.
O padrão EPS fornece um ambiente mais poderoso e estável para sistemas e aplicativos críticos baseados em servidor. As fontes de alimentação EPS têm um conector de alimentação de 24 pinos na placa-mãe e um conector de +12 V de oito pinos. O padrão também especifica dois conectores adicionais de 12 V de quatro pinos para placas que consomem mais energia (um necessário em PSUs de 700–800 W, ambos necessários em PSUs de 850 W+). Fontes de alimentação EPS são, em princípio, compatíveis com placas-mãe ATX ou ATX12V padrão encontradas em residências e escritórios, mas pode haver problemas mecânicos onde o conector de 12 V e, no caso de placas mais antigas, pendem dos soquetes. Muitos fornecedores de PSU usam conectores onde as seções extras podem ser soltas para evitar esse problema. Assim como nas versões posteriores do padrão ATX PSU, também não há barramento de −5 V.
| Trilho | Marca de cor    |
| ------ | --------------- |
| 12V1   | Amarelo (preto) |
| 12V2   | Amarelo         |
| 12V3   | Amarelo (azul)  |
| 12V4   | Amarelo (verde) |

#### Trilho de +12 V único vs. múltiplo
À medida que a capacidade da fonte de alimentação aumentou, o padrão de fonte de alimentação ATX foi alterado (começando com a versão 2.0) para incluir:
3.2.4. Limite de potência/níveis de energia perigosa

Sob condições normais ou de sobrecarga, nenhuma saída deve fornecer continuamente mais de 240 VA sob quaisquer condições de carga, incluindo curto-circuito de saída, de acordo com o requisito da UL 1950 / CSA 950 / EN 60950 / IEC 950.— Guia de projeto da fonte de alimentação ATX12V, versão 2.2
O requisito foi posteriormente excluído da versão 2.3 (março de 2007) das especificações da fonte de alimentação ATX12V, mas levou a uma distinção nas fontes de alimentação ATX modernas entre trilhos simples e múltiplos.
A regra destinava-se a definir um limite seguro na corrente capaz de passar por qualquer fio de saída único. Uma corrente suficientemente grande pode causar sérios danos em caso de curto-circuito, ou pode derreter o fio ou seu isolamento em caso de falha, ou potencialmente iniciar um incêndio ou danificar outros componentes. A regra limita cada saída abaixo de 20 amperes, com suprimentos típicos garantindo disponibilidade de 18 A. Fontes de alimentação capazes de fornecer mais de 18 A a 12 V forneceriam sua saída em grupos de cabos (chamados de "rails"). Cada trilho fornece até uma quantidade limitada de corrente através de um ou mais cabos, e cada trilho é controlado independentemente por seu próprio sensor de corrente que desliga o fornecimento em excesso de corrente. Ao contrário de um fusível ou disjuntor, esses limites são redefinidos assim que a sobrecarga é removida. Normalmente, uma fonte de alimentação garantirá pelo menos 17 A a 12 V por ter um limite de corrente de 18,5 A ± 8%. Assim, é garantido o fornecimento de pelo menos 17 A e garantido o corte antes de 20 A. Os limites de corrente para cada grupo de cabos são então documentados para que o usuário possa evitar colocar muitas cargas de alta corrente no mesmo grupo.
Originalmente na época do ATX 2.0, uma fonte de alimentação com "múltiplos barramentos de +12 V" implicava em uma fonte capaz de fornecer mais de 20 A de alimentação de +12 V, e era vista como uma coisa boa. No entanto, as pessoas acharam a necessidade de equilibrar as cargas em muitos trilhos de +12 V inconveniente, especialmente porque as PSUs de ponta começaram a fornecer correntes muito maiores, até cerca de 2.000 W, ou mais de 150 A a 12 V (em comparação com os 240 ou 500 W de tempos anteriores). Quando a atribuição dos conectores aos trilhos é feita no momento da fabricação, nem sempre é possível mover uma determinada carga para um trilho diferente ou gerenciar a alocação de corrente entre os dispositivos.
Em vez de adicionar mais circuitos de limite de corrente, muitos fabricantes optaram por ignorar o requisito e aumentar os limites de corrente acima de 20 A por barramento, ou fornecer fontes de alimentação de "trilho único" que omitem os circuitos de limite de corrente. (Em alguns casos, em violação de suas próprias reivindicações de publicidade para incluí-lo.) Por causa dos padrões acima, quase todas as fontes de alta potência alegavam implementar trilhos separados, no entanto, essa afirmação era frequentemente falsa; muitos omitiram os circuitos de limite de corrente necessários, tanto por razões de custo quanto porque é uma irritação para os clientes. (A falta foi, e é, às vezes anunciada como um recurso sob nomes como "rail fusion" ou "current sharing".)
O requisito foi retirado como resultado, no entanto, o problema deixou sua marca nos projetos de PSU, que podem ser categorizados em projetos de trilho único e trilhos múltiplos. Ambos podem (e geralmente contêm) controladores de limitação de corrente. A partir do ATX 2.31, a corrente de saída de um projeto de trilho único pode ser extraída através de qualquer combinação de cabos de saída, e o gerenciamento e a alocação segura dessa carga são deixados para o usuário. Um projeto de trilho múltiplo faz o mesmo, mas limita a corrente fornecida a cada conector individual (ou grupo de conectores), e os limites que ele impõe são da escolha do fabricante, e não definidos pelo padrão ATX.

### Fontes somente 12 V

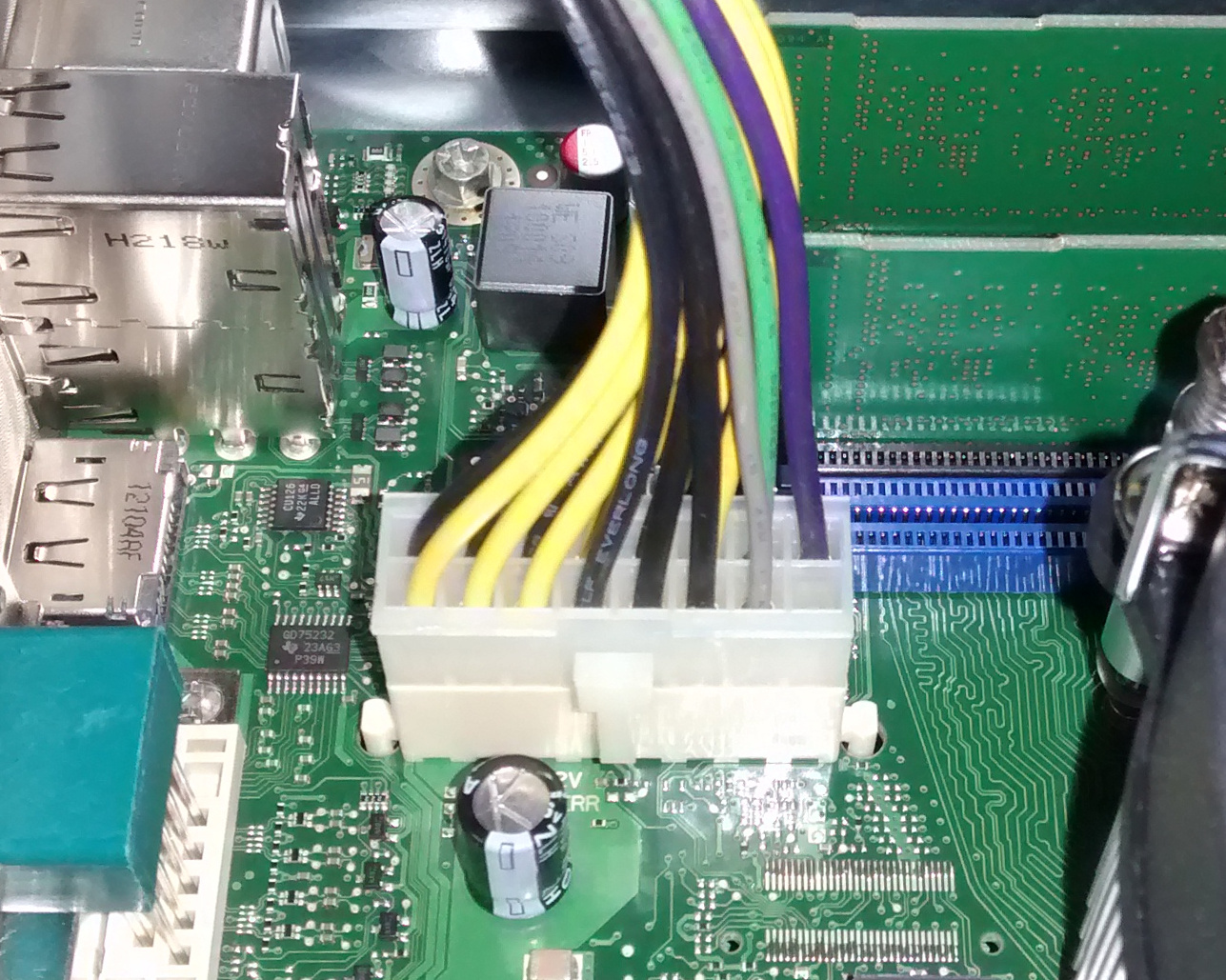
Conector somente de 12 V em uma placa-mãe Fujitsu

Conector ATX12VO